# Novemberedikt
Als Novemberedikt bezeichnet man ein badisches Gesetz von 1809, das die Verwaltung des Landes reformierte.
Von Reitzenstein verfasst und am 26. November 1809 erlassen, teilte das Novemberedikt das Land nach dem Vorbild der französischen Departements ohne Rücksicht auf historisch gewachsene Bindungen in zehn Verwaltungskreise. Jedem Kreis stand ein „Kreisdirektor“ vor, der der Zentrale weisungsgebunden war, aber nach unten weitreichende Befugnisse hatte.
Auf Landesebene errichtete das Novemberedikt ein „Kabinett“ aus fünf Fachministerien, das vom Kabinettsminister geführt wurde. Der Kabinettsminister wiederum unterstand dem Großherzog. Auf kommunaler Ebene kann die „Beilage B“ des Novemberedikts als erste badische Gemeindeordnung aufgefasst werden; sie blieb bis 1831 in Kraft.